# Ordre du Mérite de Lituanie
Pour les articles homonymes, voir Ordre du Mérite.
L'ordre du Mérite de Lituanie (lituanien : Ordinas Už nuopelnus Lietuvai) est un ordre honorifique, présenté par le président de la république de Lituanie, qui peut être décerné aux citoyens lituaniens et aux ressortissants étrangers pour des services distingués faisant la promotion de nom de la Lituanie, développant des relations internationales, pour des mérites distingués dans le domaine social, scientifique, commercial, sportif, culturel, militaire ainsi que d'autre domaine.
L'ordre est décerné en cinq classes, avec par ordre croissant : chevalier, officier, commandeur, grand commandeur et grand-croix.

## Apparence
L'insigne de toutes les classes contiennes une croix à cinq branches en or et recouverte d'émail blanc dont la taille varie en fonction du grade de la récompense. Un Vytis en argent oxydé est centré sur la Croix avec des rayons entre les bords. Le revers de la croix représente les armoiries de Vilnius, Kaunas, Klaipėda, Šiauliai et Panevėžys inscrit au centre. Le ruban est moiré rouge, avec des rayures jaunes et vertes sur les bords. La croix est attachée au ruban par un dispositif qui représente la zone pour laquelle le prix a été décerné.
Le grade de grand-croix a été décerné à la médaillée d'or olympique de natation Rūta Meilutytė le 10 août 2021, pour ses réalisations sportives, par la présidente de Lituanie Dalia Grybauskaitė.

## Rubans

Médaillé
Chevalier
Officier
Commandeur
Grand commandeur
Grand-croix